# Asha Philipová
Asha Philipová (* 25. října 1990) je britská atletka, jejíž specializací je zejména sprint.

## Sportovní kariéra
V roce 2007 byla členkou vítězné britské štafety na 4 × 100 metrů na juniorském mistrovství Evropy. Na halovém mistrovství světa v roce 2012 v běhu na 60 metrů postoupila do semifinále, o dva roky později v Sopotech skončila v této disciplíně čtvrtá. V letní sezóně 2014 pak získala titul mistryně Evropy ve štafetě na 4 × 100 metrů.
V roce 2016 získala britská štafeta s Philipovou stříbrnou medaili v závodě na 4 × 100 metrů na mistrovství Evropy. Další medaili, tentokrát bronzovou, získala s britskou sprinterskou štafetou na olympiádě v Rio de Janeiro v roce 2016. V sezóně 2017 se stala halovou mistryní Evropy v běhu na 60 metrů. Na světovém šampionátu v Londýně ve stejném roce skončila v běhu na 100 metrů v semifinále, se štafetou na 4 × 100 metrů vybojovala stříbrnou medaili.
Úspěšná byla také na evropském šampionátu v Berlíně v roce 2019, byla členkou vítězné britské štafety na 4 × 100 metrů.